# Jawhar Basti
Jawhar Basti, qui a pour nom de scène Jawhar, est un auteur-compositeur-interprète belgo-tunisien. 

## Biographie
Jawhar Basti est l'enfant d'une professeure de littérature arabe et d'Abderraouf El Basti, homme de théâtre et ministre de la Culture sous la présidence de Zine el-Abidine Ben Ali. Il grandit à Radès, en Tunisie. À l'âge de vingt ans, il part pour Lille afin d'étudier l'anglais. Devenu chanteur, il assure les premières parties d'artistes tels que Susheela Raman et Keziah Jones.
S'inscrivant dans la tradition musicale chaâbi (c'est-à-dire « populaire » en arabe) de la culture tunisienne, il développe un univers folk, souvent chanté en langue arabe.

## Discographie
- 2004 : When Rainbows Call My Rainbows Fly
- 2015 : Qibla wa Qobla
- 2019 : Winrah Marah
- 2022 : Tasweerah